# 金泽美术工艺短期大学
金泽美术工艺短期大学（日语：／ kanazawa Bijutsu Kōgei Tanki Daigaku *）是过去一所位于日本石川县金泽市的公立短期大学。

## 概要

### 简介
- 学校最早可以追溯到1946年即专科学校的创立[注 2]、短期大学为于1950年开办由金泽市[1]。招収男女学生到1954年、停办于1957年[2]。

### 历史
- 1950年 金泽美术工艺短期大学成立并同时设置两个学科、以下列举。
  - 美术科
    - 日本画专攻
    - 油画专攻
    - 雕塑专攻

  - 工艺科
    - 陶瓷专攻
    - 漆工专攻
    - 金属工艺专攻
- 1953年 两个专攻成立于专科、以下列举[2]。
  - 美术专攻
  - 工艺专攻
- 1954年 最后一年招生、次年停止招生（正式停办于1957年4月18日[2]）。

## 学校环境
- 校区：在石川县金泽市

## 历任校长
- 森田龟之助：短期大学校长[1]。

## 组织

### 学科
- 美术科
  - 日本画专攻
  - 油画专攻
  - 雕塑专攻
- 工艺科
  - 陶瓷专攻
  - 漆工专攻
  - 金属工艺专攻

### 专科
| - 美术专攻 - 工艺专攻 |

## 相关链接
- 日本短期大学列表